# Aimé Lacapelle

Aimé Lacapelle est une série d'albums de bande dessinée humoristique créée par Jean-Yves Ferri, racontant les aventures d'un agriculteur policier.

## Synopsis
La série se déroule dans la campagne tarnaise. Aimé Lacapelle est un paisible agriculteur d'une cinquantaine d'années qui vit avec sa « mémé » qui lui prépare des « pommes de terre rondes ». Mais lorsque la commune est en danger, Aimé se révèle être un formidable agent du BIT, le Bureau d'Investigation Tarnais, auquel le maire confie ses plus périlleuses missions.

## Albums
- 1 Je veille aux grains[1], Fluide glacial, Paris, 2000
Scénario et dessin : Ferri
- 2 Tonnerre sur le Sud-Ouest, Fluide glacial, Paris, 2001
Scénario et dessin : Jean-Yves Ferri
- 3 Poules rebelles, Fluide glacial, Paris, 2003
Scénario et dessin : Jean-Yves Ferri
- 4 Bêtes à bon diou, Fluide glacial, Paris, 2007
Scénario et dessin : Jean-Yves Ferri - Couleurs : Larcenet & Gaudelette